# فربيوناوية
الفربيوناوية (الاسم العلمي: Euphorbieae) هي قبيلة من النباتات تتبع الفصيلة الفربيونية من رتبة الملبيغيات.

## أجناس الفربيوناوية
- الفربيون